# Ébron
Der Ébron ist ein Fluss in Frankreich, der im Département Isère in der Region Auvergne-Rhône-Alpes verläuft. Er entspringt in der Landschaft Trièves, an der Südflanke des Gipfels Tête de la Cavale, im Gemeindegebiet von Tréminis, entwässert generell in nordwestlicher Richtung und mündet nach rund 32 Kilometern an der Gemeindegrenze von Lavars und Treffort als linker Nebenfluss in den Drac, der hier zum Lac de Monteynard-Avignonet aufgestaut ist. Im Mittellauf bildet der Ébron über eine Strecke von etwa 10 Kilometern die östliche Grenze des Regionalen Naturparks Vercors.

## Orte am Fluss
- Tréminis
- Prébois

## Sehenswürdigkeiten
- Die Schrägseil-Hängebrücke Pont de Brion überspannt den Ébron knapp vor seiner Mündung im Zuge der Départementsstraße D34.